# Tom Clancy's Ghost Recon Advanced Warfighter
Ghost Recon Advanced Warfighter è uno sparatutto tattico prodotto per Xbox, Xbox 360, PlayStation 2 e Microsoft Windows, nel quale oltre ad utilizzare il capitano si deve dare ordini alla propria squadra per potere completare le missioni. L'autore della trama è lo scrittore statunitense Tom Clancy. Venne Realizzato anche per Playstation Portable.
La versione Xbox 360, sviluppata dai Grin, dà la possibilità di scegliere tra visuale in prima e terza persona, e permette di impartire ordini al proprio team, composto da tre elementi, e occasionalmente di impartire ordini alle unità di supporto.
La versione PC invece non offre la possibilità di cambiare la visuale ma mantiene gran parte delle caratteristiche di quella per Xbox 360.
Le versioni PlayStation 2 e Xbox non permettono la scelta della visuale e il team è composto solo da due elementi compreso Mitchell.

## Trama
In Ghost Recon Advanced Warfighter, il capitano Scott Mitchell a capo della sua Squadra Fantasma composta da 3 soldati delle Forze Speciali dell'esercito degli U.S.A., detti appunto Fantasmi, devono compiere una missione top secret, a Città del Messico, per recuperare un dispositivo di spionaggio, il GUARDRAIL IX, caduto in mano ai terroristi. Nello svolgersi di tale compito l'operazione viene annullata perché scoppia un colpo di Stato. L'incolumità dei presidenti U.S.A. e messicano, entrambi a città del Messico per un accordo contro l'immigrazione clandestina nel Nord America, viene messa in pericolo e toccherà alla squadra del capitano Mitchell, già sul campo, intervenire.

## Modalità di gioco
Il giocatore, nei panni del comandante della squadra, deve guidare i compagni nell'ambiente di gioco evitando di dare ordini azzardati che porterebbero al ferimento e alla successiva uccisione degli stessi. Si deve utilizzare così un sistema di fuoco di copertura oppure di fuoco di soppressione per arrivare all'eliminazione dei nemici.
Durante le missioni, oltre ai compagni, si possono comandare droni di perlustrazione, che sono molto utili per individuare i nemici, oppure mezzi come elicotteri da combattimento e aerei da guerra, oppure l'artiglieria, fino ad arrivare a veicoli corazzati come gli M1 Abrams.
L'utilizzo di mezzi in battaglia terrestri porta al dover stanare eventuali nemici muniti di armi anticarro.
Per poter avere il supporto dell'aviazione occorre prima eliminare le postazioni contraerea.
Analogamente, per poter avere il supporto di mezzi terrestri occorre permetter loro l'ingresso in città liberando il loro passaggio da postazioni nemiche.
Parlando di tattiche: quando un compagno o il drone di perlustrazione individua un nemico, nella visuale del capitano Mitchell compare un segnale rosso a forma di rombo verticale se è un soldato, orizzontale se è un mezzo. Grazie a questo sistema di visione, il capitano Mitchell è in grado di cogliere di sorpresa i nemici oppure dare ordini in modo più efficace ai compagni.
I livelli sono ambientati tutti in Messico e spaziano dal tipico contesto cittadino, formato da enormi grattacieli e palazzi, alle zone più degradate e con maggior presenza di casupole spesso di lamiera.

## Accoglienza
La rivista Play Generation lo classificò come la seconda conversione più indegna tra i titoli disponibili su PlayStation 2.